# Dinan
Dinan là một xã trong tỉnh Côtes-d'Armor, thuộc vùng hành chính Bretagne của nước Pháp, có dân số là 10.907 người (thời điểm 1999).

## Nhân khẩu học
| 1962   | 1968   | 1975   | 1982   | 1990   | 1999   |
| ------ | ------ | ------ | ------ | ------ | ------ |
| 12 847 | 13 137 | 13 429 | 12 267 | 11 591 | 10 907 |

## Những người con của thành phố
- Jean Rochefort (sinh 1930), diễn viên
- Benoît Salmon (sinh 1974), vận động viên đua xe đạp
- Arnaud Gérard (sinh 1984), vận động viên đua xe đạp